# Nacho Martín (calciatore)
Ignacio Martín Gómez (Noreña, 19 marzo 2002) è un calciatore spagnolo, centrocampista dello Sporting Gijón.

## Carriera
Martín è cresciuto nel settore giovanile dello Sporting Gijón ed ha debuttato con la squadra riserve il 17 ottobre 2020 nell'incontro di Segunda División B perso 4-2 contro il Leonesa. Il 1º luglio 2021 ha prolungato il contratto ed è stato definitivamente promosso nella squadra B.
Ha fatto il suo esordio in prima squadra il 7 ottobre 2022 nell'incontro di Segunda División vinto 3-1 contro il Villarreal B ed a partire dal gennaio del 2023 è stato definitivamente promosso.

## Statistiche

### Presenze e reti nei club
Statistiche aggiornate al 21 dicembre 2024.
| Stagione                | Squadra                 | Campionato              | Campionato | Campionato | Coppe nazionali | Coppe nazionali | Coppe nazionali | Coppe continentali | Coppe continentali | Coppe continentali | Altre coppe | Altre coppe | Altre coppe | Totale | Totale | Totale |
| Stagione                | Squadra                 | Comp                    | Pres       | Reti       | Comp            | Pres            | Reti            | Comp               | Pres               | Reti               | Comp        | Pres        | Reti        | Pres   | Reti   |        |
| ----------------------- | ----------------------- | ----------------------- | ---------- | ---------- | --------------- | --------------- | --------------- | ------------------ | ------------------ | ------------------ | ----------- | ----------- | ----------- | ------ | ------ | ------ |
| 2020-2021               | Sporting Gijón B        | SDB                     | 7          | 0          | -               | -               | -               | -                  | -                  | -                  | -           | -           | -           | 7      | 0      |        |
| 2021-2022               | Sporting Gijón B        | TDR                     | 32         | 0          | -               | -               | -               | -                  | -                  | -                  | -           | -           | -           | 32     | 0      |        |
| 2022-2023               | Sporting Gijón B        | TDR                     | 7          | 0          | -               | -               | -               | -                  | -                  | -                  | -           | -           | -           | 7      | 0      |        |
| Totale Sporting Gijón B | Totale Sporting Gijón B | Totale Sporting Gijón B | 46         | 0          |                 | -               | -               |                    | -                  | -                  |             | -           | -           | 46     | 0      |        |
| 2022-2023               | Sporting Gijón          | SD                      | 16         | 0          | CR              | 4               | 0               | -                  | -                  | -                  | -           | -           | -           | 20     | 0      |        |
| 2023-2024               | Sporting Gijón          | SD                      | 17         | 0          | CR              | 2               | 0               | -                  | -                  | -                  | -           | -           | -           | 19     | 0      |        |
| 2024-2025               | Sporting Gijón          | SD                      | 19         | 0          | CR              | 2               | 0               | -                  | -                  | -                  | -           | -           | -           | 21     | 0      |        |
| Totale Sporting Gijón   | Totale Sporting Gijón   | Totale Sporting Gijón   | 52         | 0          |                 | 8               | 0               |                    | -                  | -                  |             | -           | -           | 60     | 0      |        |
| Totale carriera         | Totale carriera         | Totale carriera         | 98         | 0          |                 | 8               | 0               |                    | -                  | -                  |             | -           | -           | 106    | 0      |        |